# 巴亞鄉

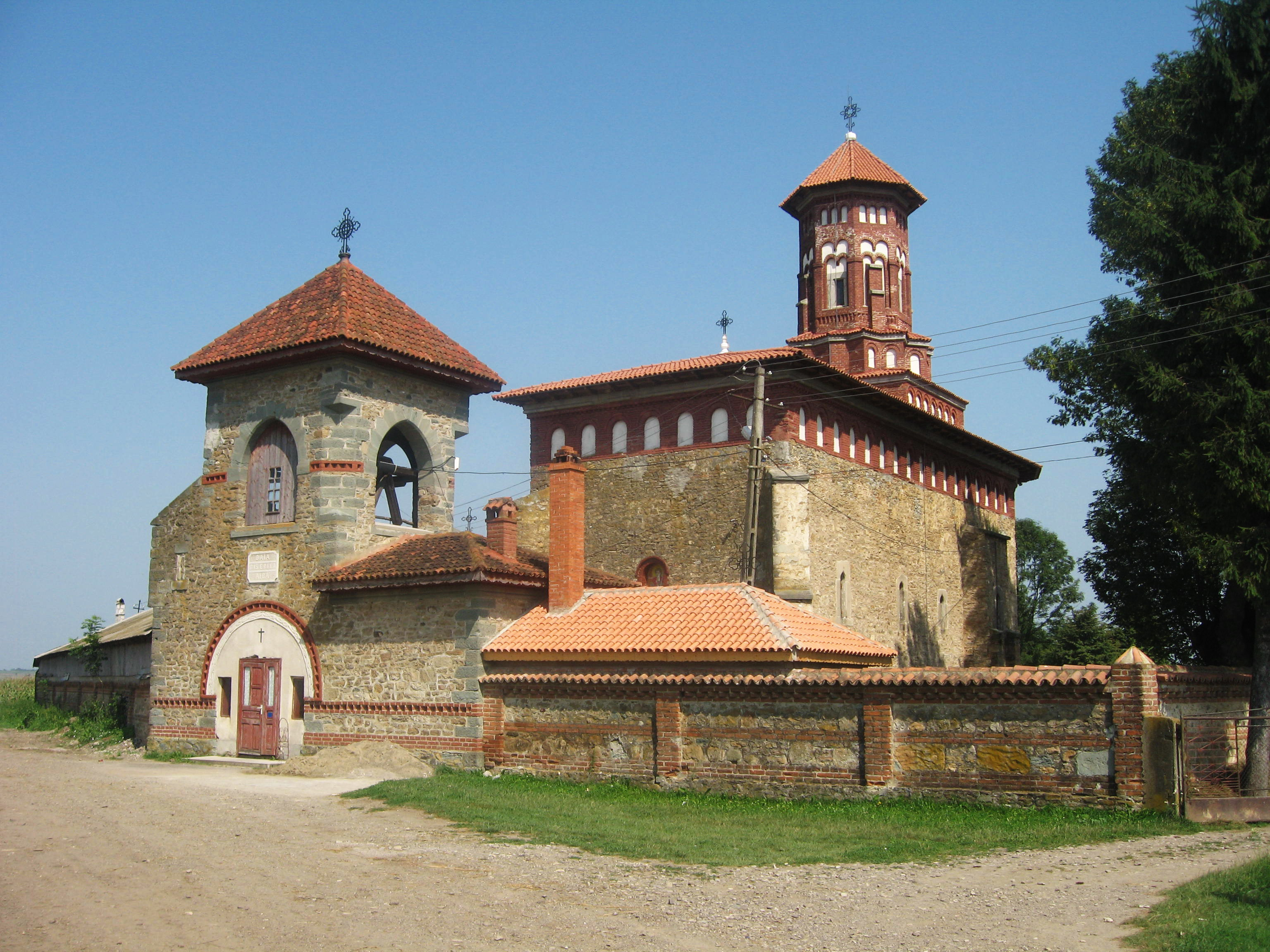

47°25′13″N 26°13′01″E / 47.4203°N 26.2169°E
巴亞鄉（羅馬尼亞語：Comuna Baia, Suceava），是羅馬尼亞的鄉份，位於該國東北部，由蘇恰瓦縣負責管轄，面積40平方公里，海拔高度365米，2007年人口7,129，人口密度每平方公里179人。